# Luis Sotelo
Luis Sotelo, OFM (Sevilla, 6 de septiembre de 1574 - Ōmura, 15 de noviembre de 1624) fue un fraile franciscano que se convirtió en mártir tras fallecer en Japón en 1624. Pío IX le beatificó en 1867.

## Biografía
Nació en Sevilla (España) y estudió en la Universidad de Salamanca antes de entrar al convento del «Calvario de los Hermanos Menores». En 1600 se trasladó a Dilao (Filipinas) que contaba con una importante comunidad de católicos. Se mantuvo allí hasta que las fuerzas españolas la destruyeron en 1608, tras un intenso conflicto.
En 1608 Paulo V autorizó a las órdenes religiosas menores - dominicos y franciscanos - a catequizar Japón; antes de dicha concesión ésta era exclusiva de la Compañía de Jesús. Tras conocer la noticia Sotelo se trasladó a Japón, donde desempeñó un importante papel.

### Proselitismo en Edo
A su llegada a Japón trató de establecer una iglesia de su orden en las inmediaciones de Tokio; esta iglesia será destruida en 1612 a raíz de la censura del cristianismo en los territorios del Shogunato Tokugawa el 21 de abril de ese mismo año.
Amenazado, se trasladó a la zona norte de Japón - al frente de la cual se encontraba Date Masamune, el daimyo de Sendai; en esta zona el cristianismo aún estaba admitido. Un año después volvió a Tokio y allí construyó e inauguró una nueva iglesia el 12 de mayo de 1613; encolerizado, el bakufu reaccionó arrestando a los cristianos de la zona - entre ellos a Sotelo - quien fue trasladado a Kodenma-chō (小伝馬町). El 1 de julio fueron asesinados siete cristianos japoneses; el fraile franciscano se salvó de la muerte merced a una misiva que envió Date Masamune.

### Embajada a España
En 1613 Date Masamume envió una embajada a España de la que formó parte Sotelo. La misión - al frente de la cual se encontraba Hasekura Tsunenaga - atravesó el Océano Pacífico a bordo de una nave llamada San Juan Bautista. Sus componentes fueron bautizados en Madrid antes de trasladarse a Roma, donde tuvieron una audiencia con Paulo V.

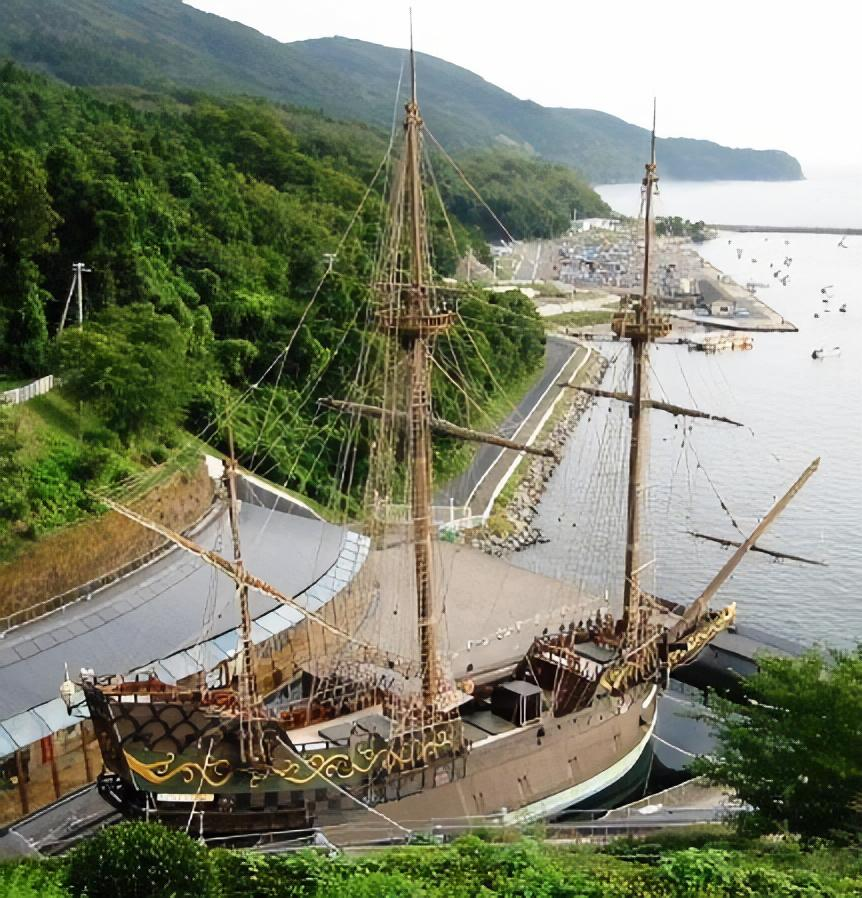
Una réplica del San Juan Bautista en Ishinomaki, Japón.

Sotelo y Masamume idearon esta embajada como un método de satisfacer sus ambiciones. El fraile trataba de establecer una diócesis en Japón Septentrional independiente de la de Funai (Nagasaki). No obstante, Portugal hizo frente a las ambiciones del fraile; asimismo, éste fracasó en su intento de recabar apoyos entre los miembros de la orden franciscana - que le censuraba al considerar que sus actuaciones estaban encaradas a obtener el obispado. Masamume ambicionaba comerciar con Nueva España (México); no obstante abandonó rápidamente su deseo al considerarlo demasiado costoso.
Acompañó a la delegación en su retorno a Filipinas (1618) donde se quedó un tiempo por temor a sufrir la represión que estaban padeciendo los cristianos en Japón. Tuvo un enfrentamiento con la Iglesia, que le acusaba de haber exagerado sus éxitos en Japón; no obstante, el «Consejo Católico de las Indias» lo envió de vuelta a Nueva España (1620) con la misión de continuar con sus actividades misioneras.

### Martirio
Finalmente, en 1622 se infiltró en Japón a bordo de un barco chino. Tras desembarcar, las autoridades le descubrieron y le encarcelaron. Tras dos años de cárcel, le asesinaron en Ōmura el 24 de agosto de 1624, quemándole vivo en compañía de otros dos franciscanos japoneses (Ludovicus Sasada y Ludovicus Baba), un dominico español (Pedro Vázquez) y un jesuita portugués (Miguel de Carvalho). Falleció a la edad de 50 años. Pío IX le beatificó en 1867.

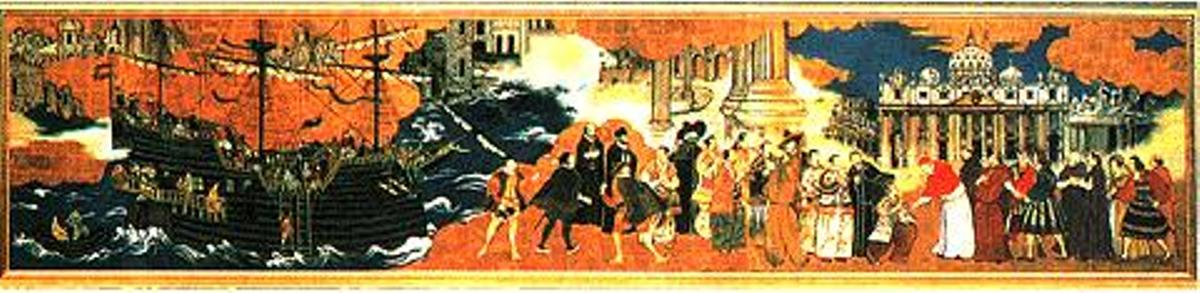
Embajada de Hasekura al Papa en Roma (1617), uno de cuyos miembros era Luis Sotelo. Retrato del